# Mörrums station
Mörrums station är en järnvägsstation i Mörrum, Karlshamns kommun, med två perrongspår där tåg på den enkelspåriga Blekinge kustbana kan mötas.

## Trafik
Öresundståg trafikerar idag (2025) med timmestrafik och samma minuttal under hela trafikdygnet. Pågatåg mellan Kristianstad och Karlshamn kompletterar.
En busshållplats finns 500 meter norr om stationen.

## Historia
Bangården byggdes om 2007 i samband med att banan elektrifierades. Dess fyra spår blev två, mittperrongen gjordes betydligt bredare och samtidigt revs det röda stationshuset i trä, som var byggt till Västra Blekinge Järnvägs invigning.